# 化觉镇
化觉镇，是中华人民共和国贵州省毕节市金沙县下辖的一个乡镇级行政单位。
2016年1月29日，贵州省人民政府批复同意撤销化觉乡，设置化觉镇。撤乡设镇后行政区域和政府驻地不变。

## 行政区划
化觉镇下辖以下地区：
新街村、金马村、红旗村、金河村、前顺村、柏坪村、杉林村、联合村、田坝村、新中村、新民村、和平村和大坪村。